# Tecnofilia

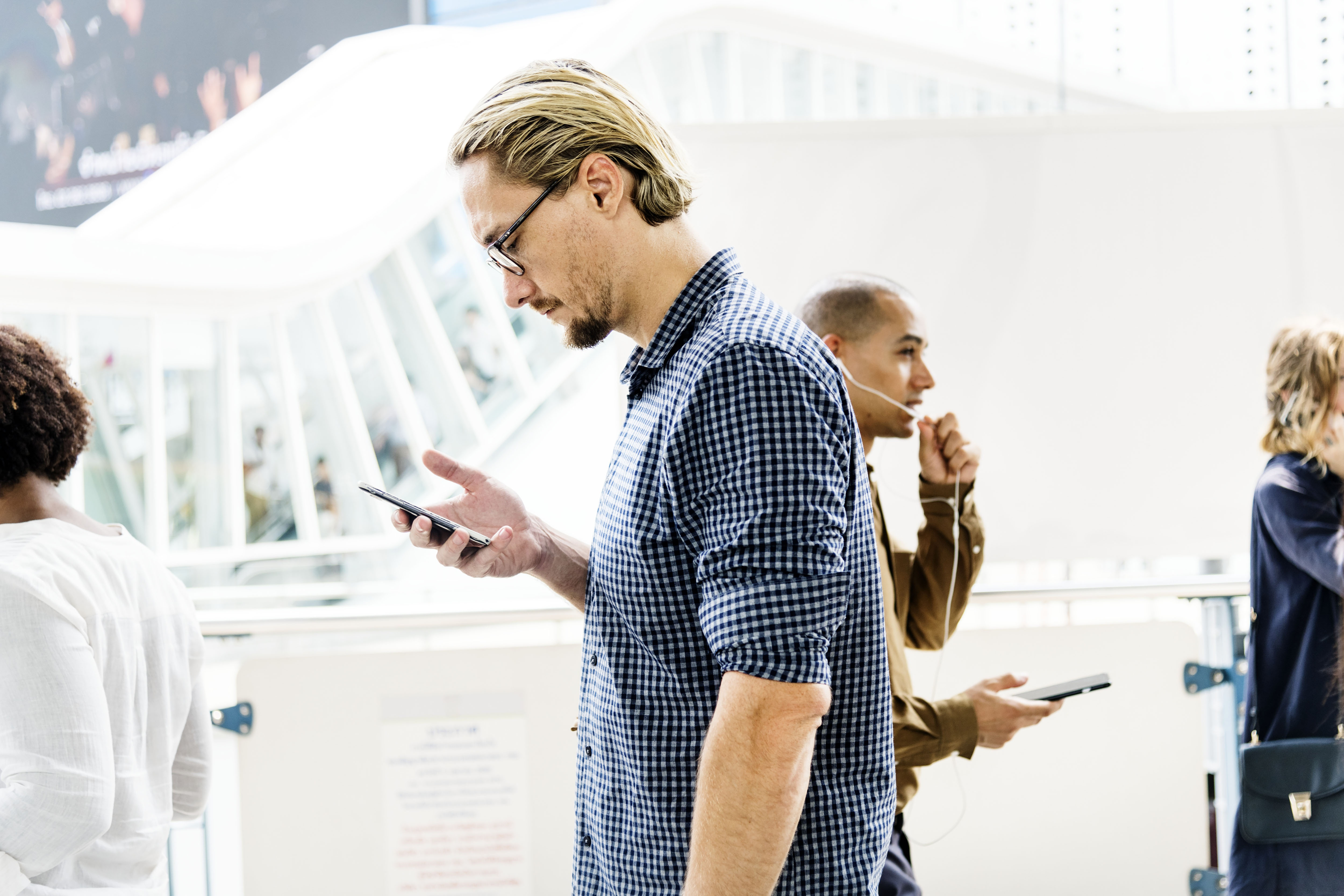

La tecnofilia (del griego τέχνη - technē , «arte, habilidad, oficio» y φιλία - philia, «amistad») es la afición hacia la tecnología o dispositivos relacionados generalmente con computadoras, informáticos o móviles. En este caso, las personas dependen en forma excesiva del uso de la tecnología, a tal punto de que no pueden separarse de ella. Se trata de una adicción en donde, al igual que las drogas, si no se está con un objeto tecnológico, ya sea con conexión a Internet o simplemente con el teléfono móvil o celular, se generan en la persona adicta trastornos muy parecidos a cuadros de dependencia por uso de estupefacientes.

## Historia del término
Las tecnologías han estado presentes desde que se tiene conocimiento del origen de la vida y gracias al progreso humano estas han ido avanzando con el paso del tiempo, pero el término "tecnofilia" se dio a conocer a finales del siglo XlX con el surgimiento de la Revolución Industrial, ya que es en ese periodo cuando empezó el "boom" tecnológico. Uno de los más importantes registros que se tienen con respecto a la tecnofilia, es del ingeniero inglés M. Anderson, el cual proclamó: «Se nos ha dicho en nuestra juventud que el trabajo fue el castigo por la falta cometida por nuestro primer Padre. Si esto es verdad, los ingenieros son los grandes sacerdotes que han construido las máquinas para borrar la mancha del castigo divino», refiriéndose a que las máquinas conllevarían a la felicidad y ocio absoluto.

### Términos relacionados
Se ocupan términos como tecnófilos, adictos a la tecnología, consumistas compulsivos por su apego hacia la tecnología o incluso tecnobobos, los cuales se caracterizan por tener dispositivos de tecnología de punta, llegando a buscar suplir necesidades básicas con solo tener un objeto o gadget —cualquier sea su costo— llegando a endeudarse para obtenerlos. Usualmente se los reconoce por ser fanáticos de las redes sociales además de muy ansiosos.
Otro término que podríamos relacionar con la tecnofilia son los mundialmente conocidos geeks. Un geek es una persona que está fascinada con la tecnología, y en otras oportunidades con la informática, además este individuo usa estos medios como método de expresión.

## Abusos de la tecnología
Si bien ocupar diversas tecnologías para nuestro bien en el día a día, ya sea para satisfacer nuestras necesidades o darnos un leve gusto, no es malo en sí mismo, debemos sin embargo fijar bien los límites que separan el buen uso de la tecnología y el abuso de las mismas en el que se pueda incurrir. Las redes sociales, el celular, los videojuegos si bien al principio marcaron un hito en la población, permitiendo la intercomunicación, con el paso del tiempo empezaron a hacerse más partícipes en la vida del hombre, llegando a ser una necesidad, o mejor dicho una adicción muy difícil de dejar. Cada vez se pueden ver más casos de personas que están totalmente conectadas a los medios digitales ya sean informáticos o físicos. Podemos agregar que hoy en día las empresas también están abusando de la tecnología, ya que estas no suelen tener en cuenta el daño humano que pueden producir cierto tipo de avances, como la pérdida de empleos en las renovaciones tecnológicas de las industrias.

### Teléfono móvil o celular
La adicción al teléfono móvil o al celular recibe el nombre de nomofobia, o miedo de quedarse sin acceso al teléfono móvil o celular. Este es un término considerado "hijo" de la tecnofilia que puede ser muy perjudicial para el vivir diario de una persona si la padece, ya que usualmente se está usando todo el día el teléfono móvil o el celular, ya sea para jugar, para mandar mensajes de texto, hacer llamadas progresivas que son totalmente innecesarias, lo que además les trae como consecuencias elevadas facturas  del teléfono, no realización de actividades gratificantes, problemas de pareja y/o familiares, entre otros. Cuando su dependencia es muy fuerte, las personas llegan a sentir ansiedad al dejar el teléfono móvil o celular en casa.

### Redes sociales
Los adictos a las redes sociales son las personas que sienten la necesidad de vivir conectados continuamente con estos medios digitales. Los más comunes son Facebook, Twitter, Tumblr, Instagram, Snapchat, TikTok, entre otros. Estos medios son utilizados cuando las personas tienen acceso a internet sin importar el lugar en el que estén (metro, casa, escuela, universidad, trabajo). Según un estudio de la Universidad Estatal de California, se halló que las personas que reportan ansiedad por usar Facebook y otras redes sociales tienen patrones cerebrales similares a los que también son encontrados en los adictos a las drogas. Lo más común de estas personas es que no pueden sacar la vista de sus teléfonos inteligentes ni siquiera un minuto.

### Videojuegos
La adicción a los videojuegos se da cuando una persona se hace totalmente dependiente, ya sea mental y/o física, a estos medios tecnológicos produciendo la sensación de bienestar. Estas parecen estar absorto al jugar, sin atender cuando se le llama, usualmente no apartan la vista de la televisión al momento de jugar, perdiendo interés en cualquier tipo de actividad ajena a los videojuegos. Se establece un distanciamiento de la familia. Si son jóvenes pueden empezar a bajar sus calificaciones, ya que dedican horas que podrían ser de estudio, a jugar videojuegos, y por último se generan trastornos de sueño, ya que juegan hasta altas horas de la noche. 
Los niños se dedican a intentar pasar de nivel y esto les hace interactuar de manera desmesurada con estos dispositivos, lo que finalmente los hace adictos.

### Computador e Internet
También conocida como ciberadicción, esta afición se produce cuando las personas ocupan demasiado tiempo su computador, ya sea para realizar cualquiera de los otros ítems, o solo jugar. Las personas que mayoritariamente ocupan en exceso el internet, son aquellos con problemas para establecer relaciones sociales o afectivas cercanas. En internet es sencillo conseguir esto gracias al anonimato y desinhibición que este entrega, aunque puedan resultar más efímeras.  Además aumenta la cantidad de personas mayores a 50 años que apuestan en línea, ya que existen muchas páginas en la que es posible apostar sobre eventos deportivos o jugar partidas de póquer, entre otras. De este modo, muchas personas canalizan parte de su adicción al juego a través de ellas.

## Candidatos a la tecnofilia según su edad
Sabemos que la tecnofilia afecta a las personas según su rango etario, demografía y en la época en que inició su vida, por lo tanto no podemos decir que todas las personas son tecnofílicas, como lo podemos ver a continuación:
- Recién nacidos: Como estos no necesitan tecnología digital en sus primeros meses de vida, pero si están propensos a que sean influenciados en el futuro, los podemos clasificar como personas no tecnofílicas en el presente, pero en el futuro cercano se clasificará o no dependiendo de su cultura y también de su edad.
- Niños: son fuertes candidatos, sobre todo si se sobre estimulan en su ya demasiada  y temprana edad. A pesar de que en cierta forma ellos puedan mejorar sus habilidades, a largo plazo y también en un futuro cercano se convertirá en un mal hábito para ellos.[12]
- Adolescentes: Son los candidatos absolutos, sobre todo los que tienen problemas de interacción con el medio (personas introvertidas) los cuales encuentran en las redes sociales y en este mundo tecnológico, en los cuales no se tiene miedo al desenvolverse, ya que se actúa principalmente en el anonimato. Como extra, los jóvenes que no tienen problemas de interacción con el medio, también en cierta forma abusan de la tecnología, sobre todo con las redes sociales, publicando fotos, estados, comentarios, elevando así su popularidad.
- Adultos: Son candidatos pero en menor proporción, usualmente cometen un abuso de la tecnología con temas de trabajos, comunicarse con sus amigos, entre otros, usando tales plataformas conocidas como Gmail, Whatsapp, Facebook, Twitter, Instagram.
- Adultos mayores: No son candidatos a ser tecnofílicos, ya que al ser de otra época (mediado de los años 50 hacia años inferiores), ocupaban otro tipo de tecnología diferente que no se desarrolló en esos años inferiores y de este modo ya no se sienten tan identificados a ser tecnofílicos.

## ¿Cómo saber si estamos abusando de la tecnología?
- Uso excesivo de los videojuegos, las redes sociales y teléfonos móviles o celulares, en la cual no es posible estar desconectados.
- Dedica muchas horas de su día en emplear esta modalidad.
- Se deja de interesar en cosas básicas, como el aseo personal o la ingesta de comida.
- Episodios comunes de nerviosismo, insomnio y la ansiedad.
- Alteraciones del estado de ánimo.
- Se puede llegar al fracaso escolar o la agresividad.
- Problemas de comunicación.
- Aislamiento de los demás y soledad.
- Al estar mucho tiempo sentado frente a un ordenador y jugando a videojuegos, se produce sedentarismo.[13]

## ¿Cómo superar la tecnofilia?
Como sabemos, la tecnofilia también es considerada una enfermedad, es por esto que existirán factores, los cuales serán elementales para poder superar este estado, tales como:
- Fuerza de voluntad: Lo primero que se necesita para poder superar la tecnofilia, ya que toda acción viene por nuestra cuenta
- Apoyo incondicional de la familia y amigos: las personas cercanas son fundamentales para este proceso ya que será mucho más fácil y así el individuo no se sentirá solo
- Aumentar la comunicación familiar: si un individuo sabe que está pasando por esta enfermedad y lo reconoce, lo esencial sería conversar esto con la familia para ver que medidas pueden tomar
- Realizar otras actividades: en vez de usar algún objeto tecnológico, realizar más actividades al aire libre, sociales o educativas, tales como leer, hacer deporte, estudiar, salir con amigos, actividad física, entre otros.
- En algunos casos se necesitará tratamiento especializado: cuando los casos son muy severos, lo más aconsejable será buscar tratamientos con especialistas para que lo ayuden a superar esta enfermedad, con atención psicológica y psiquiátrica de por medio.

## Riesgos y amenazas
- Ciberacoso: Es el hostigamiento en línea por parte de pares. Al hablar de hostigamiento hacemos referencia a aquellas situaciones en las que uno o varios niños son marginados, discriminados, maltratados por parte de uno o varios pares de manera sostenida en el tiempo.[14]

- Grooming: El acoso sexual por parte de un adulto a un niño o niña es un delito tipificado y condenado por la ley argentina. Aportamos algunas recomendaciones, cuidados y recursos para la denuncia y asesoramiento.[14]
- Sexting: Muchas veces jóvenes (y adultos) producen en las redes sociales contenidos de índole sexual, como fotos o videos íntimos, que no están destinados a la circulación pública. Sin embargo, diversas circunstancias pueden derivar en su difusión en redes sociales o web. Aportamos algunas recomendaciones, cuidados y recursos para la denuncia y asesoramiento.[14][15]